# Wolf Pascheles

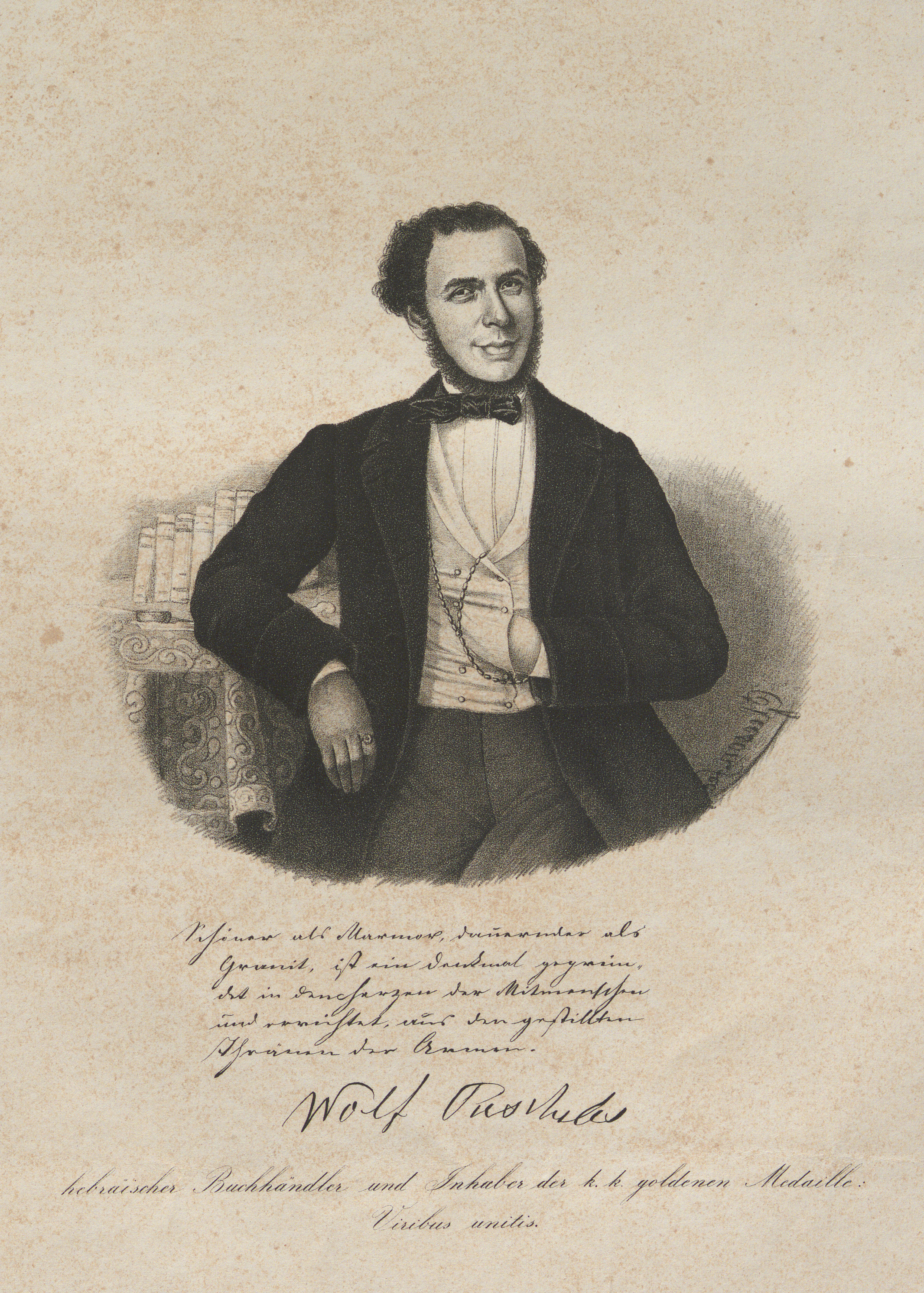
Wolf Pascheles (ca. 1850)

Wolf Pascheles (geboren am 11. Mai 1814 in Prag; gestorben am 22. November 1857 ebenda) war ein österreichischer jüdischer Buchhändler, Verleger und Schriftsteller.
In Prag betrieb er eine hebräische Buchhandlung, hierfür erhielt er im Jahr 1837 die Buchhandelsbefugnis. Er war Inhaber des Verlages Pascheles.

## Sippurim
Pascheles war der Herausgeber von Galerie der Sippurim, eine Sammelung jüdischer Sagen, Märchen und Geschichten als ein Beitrag zur Völkerkunde. Von mehreren israelitischen Gelehrten. Der Titel lautete ab Band 2 Sippurim, eine Sammlung jüdischer Volkssagen, Erzählungen, Mythen, Chroniken, Denkwürdigkeiten und Biographien berühmter Juden aller Jahrhunderte, insbesondere des Mittelalters, unter Mitwirkung rühmlichst bekannter Schriftsteller herausgegeben von Wolf Pascheles.
- Prag [Praha] 1847–1856, von Wolf hg. 4 Bände:

1. 1847, 224 S.
2. Zweite Sammlung. 1853, 252 S.
3. Dritte Sammlung. 1854, IV, 362 S.
4. Vierte Sammlung. 1856, IV, 362 S.
5. ein letzter Band wurde 1864 von seinem Sohn Jakob Wolf Pascheles herausgegeben (in „2 Abtheilungen“, 192 und 328 S.)[1]

Die Schreibweise war vereinzelt auch „Sipurim“. Mehrere Bände verlegte Pascheles auch in Jiddisch mit hebräischer Schrift. Die Deutsche Digitale Bibliothek listet auf Deutsch und Jiddisch insgesamt 14 Positionen (2019), da es etliche spätere Auflagen in beiden Sprachen gab, und auch eine „3. Sammlung, 2. Abtheilung“ (gleich Band 3, 2).
Der Olms Verlag fertigte 1976 einen Reprint der deutschen Ausgabe in zwei Bänden. In jüngster Zeit werden in Indien Reprints publiziert.

## Weitere Werke
- Leben und Wirken des berühmten isr[aelitischen] Banquiers Salomon Heine aus Hamburg, sein grossartiges Testament und Leichenbegängniss. Nekrolog des k.u.k. priv[ilegierten] wiener Großhändlers Hermann Todesco. Vermächtniß des gelehrten portugiesischen Israeliten Thomas de Pinta. Aus den verlässlichsten Quellen gesammelt von Wolf Pascheles. Prag 1845, 20 S.
- Kurze Anweisung zum Böhmisch-Lesen nebst einigen entsprechenden Übungsbeispielen, Gebeten, Erzählungen und Fabeln für die Jugend. Pascheles, Prag 1847, 12 S.

## Notizen
1. ↑  ein angeblicher „6. Band“, Prag 1896, ist an einer einzigen Stelle der Sekundärliteratur notiert: Lexikon deutsch-jüdischer Autoren: „Kest-Kulk“, S. 405. Es handelt sich um einen Irrtum.
2. ↑  In hebräischen Buchstaben gibt es ungern Doppel-Konsonanten. Bedeutung auf Deutsch: „Merkwürdigkeiten“
3. ↑  Die Aufteilung betrifft nur eine 2. Auflage.
4. ↑  eine weitere Quelle nennt als Autoren Moritz Steinschneider, Samuel L. Rapoport, Ludwig Weisel. Stößel: Der Fluch des Rabbi. In Bd. 3

| Personendaten    | Personendaten                                                       |
| ---------------- | ------------------------------------------------------------------- |
| NAME             | Pascheles, Wolf                                                     |
| KURZBESCHREIBUNG | österreichischer jüdischer Buchhändler, Verleger und Schriftsteller |
| GEBURTSDATUM     | 11. Mai 1814                                                        |
| GEBURTSORT       | Prag                                                                |
| STERBEDATUM      | 22. November 1857                                                   |
| STERBEORT        | Prag                                                                |